# Eliza Ritchie
Eliza Ritchie (Halifax, 20 de maio de 1856 – 5 de setembro de 1933) foi uma sufragista proeminente na província da Nova Escócia, Canadá.

## Biografia
Ritchie nasceu em 20 de maio de 1856 em Halifax, na província canadense da Nova Escócia. Ela era filha do político John William Ritchie e de Amelia Almon. Ela estudou na Universidade de Dalhousie e completou um doutorado em filosofia alemã na Universidade Cornell em 1889, tornando-se a primeira mulher canadense a receber um PhD. Ela viajou para Leipzig, Alemanha, e Oxford, Inglaterra, para continuar seus estudos. Ela lecionou em várias universidades dos Estados Unidos antes de retornar ao Canadá em 1899.

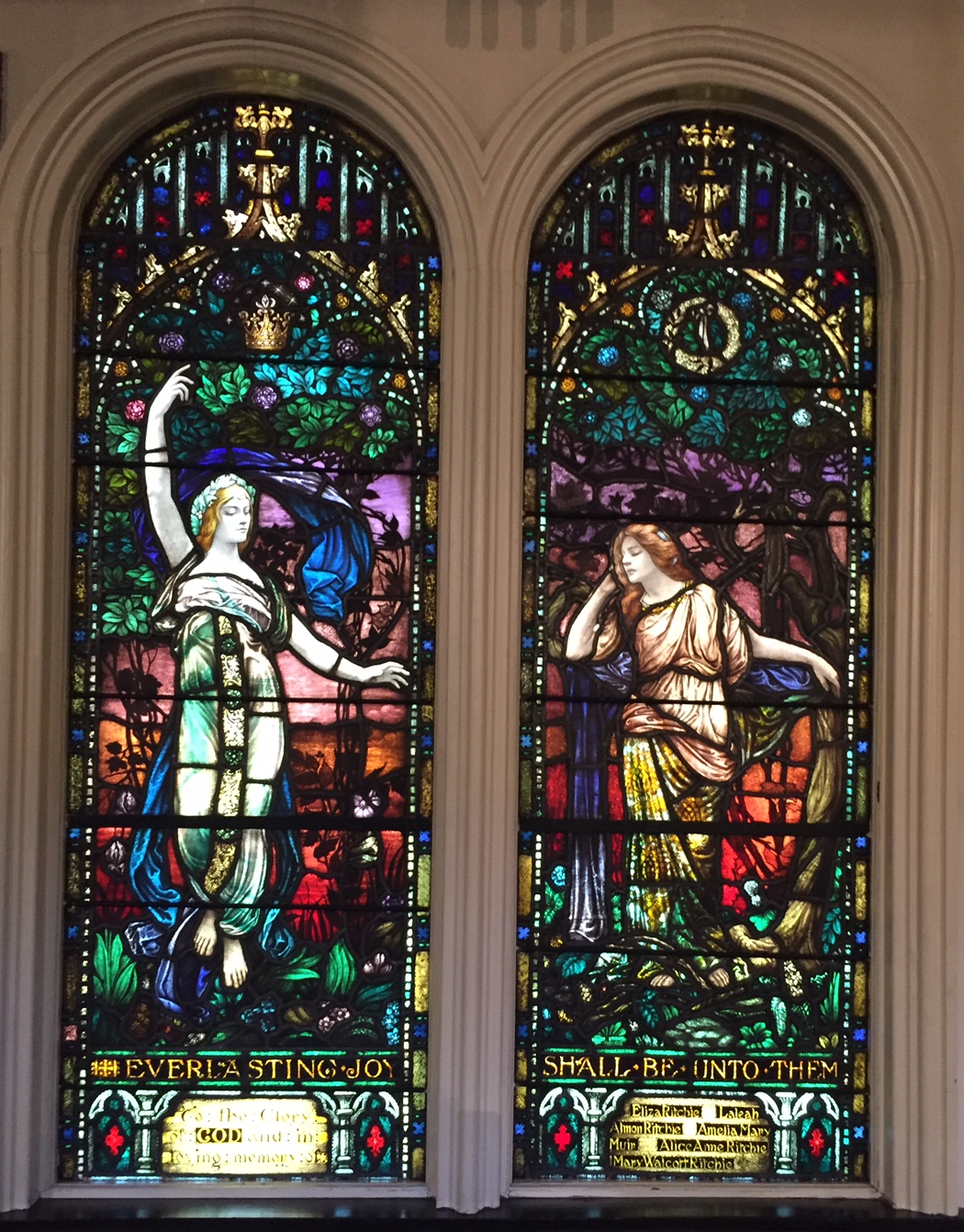
Vitrais das irmãs Ritchie na igreja St. Paul's Church em Halifax

A partir de 1901 Ritchie passou a lecionar filosofia na Universidade de Dalhousie. Ela juntou-se às suas irmãs, Ella Almon e Mary Walcot, no ativismo social em Halifax. Ela era executiva do Conselho Local de Mulheres de Halifax, e do Conselho da Victoria School of Art. Ritchie trabalhou com Agnes Dennis e Edith Archibald na causa em defesa do sufrágio feminino.
Ritchie escreveu The Problem of Personality em 1889 e Songs of the Maritimes em 1931.
Ritchie foi presidente da Associação Estudantil de Dalhousie. Em 1919 foi nomeada para o Conselho de Governadores de Dalhousie, a primeira mulher a servir no cargo. Em 1927 Ritchie recebeu um diploma honorário de Dalhousie, tornando-se a primeira mulher a receber a homenagem.
Ritchie nunca se casou. Ela faleceu em 5 de setembro de 1933 em Halifax.

## Legado
Uma residência da Universidade de Dalhousie recebeu o nome de Ritchie. Ela também tem um vitral na St. Paul's Church em Halifax dedicado a ela e suas irmãs.